# Mechtshausen

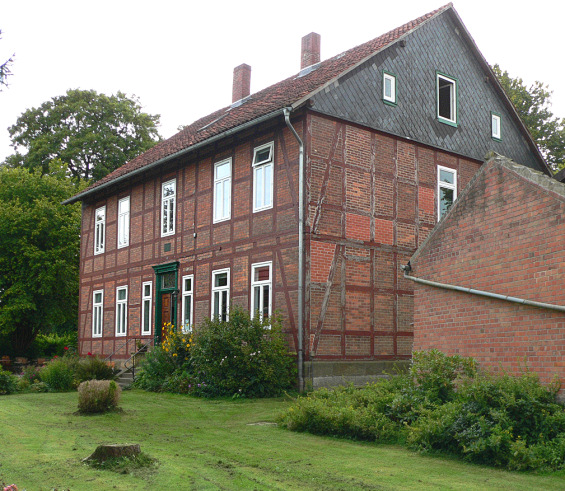
Wilhelm Buschs hus i Mechtshausen

Mechtshausen är ett samhälle i Tyskland och en del av staden Seesen i Niedersachsen. Orten är huvudsakligen känt på grund av att Wilhelm Busch tillbringade sina sista år i Mechtshausen.